# Campylocentrum aromaticum
Campylocentrum aromaticum es una especie de orquídea epifita originaria de Sudamérica.

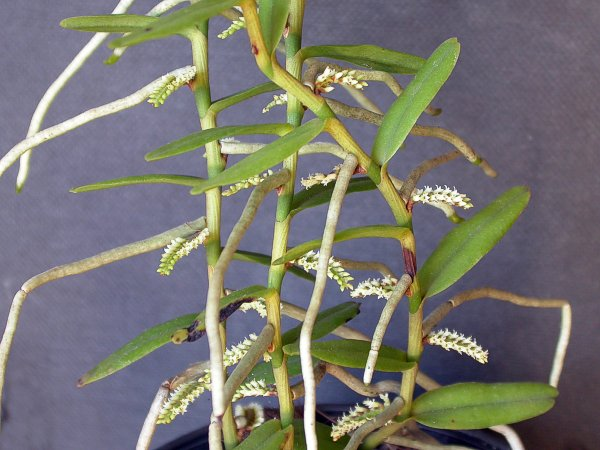
Vista de la planta

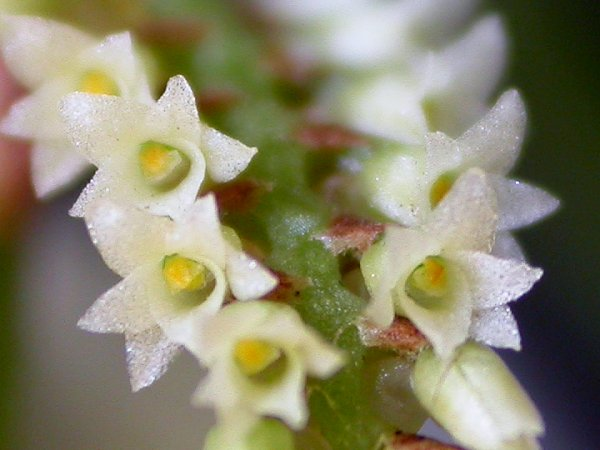
Detalle de la flor

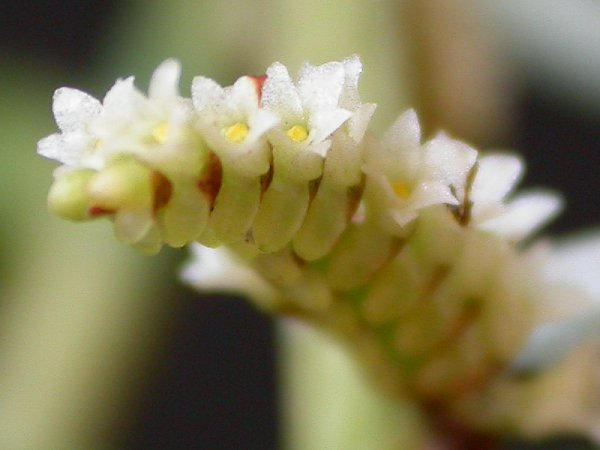
Inflorescencia

## Descripción
Es una orquídea de hábitos epífitas, monopodial con tallo alargado, poco ramificado, cuyas inflorescencias crecen desde el nodo opuesto a la base del tallo de la hoja. Las flores son pequeñas, blancas, los sépalos y pétalos libres, y nectario en la parte posterior del labio. Especie pertenece a la sección de Campylocentrum con hojas planas y ovario pubescente con corto nectario, el ápice redondeado.

## Distribución y hábitat
Se encuentra en Brasil y Argentina.

## Taxonomía
Campylocentrum aromaticum fue descrita por João Barbosa Rodrigues y publicado en Contributions du Jardin Botanique de Rio de Janeiro 4: 103. 1907.
Etimología
Campylocentrum: nombre genérico que deriva de la latinización de dos palabras griegas: καμπύλος (Kampyle), que significa "torcido" y κέντρον, que significa "punta" o "picar", refiriéndose al espolón que existe en el borde de las flores.
aromaticum: epíteto latino que significa "aromática".
Sinonimia
- Campylocentrum hatschbachii Schltr.
- Campylocentrum rhomboglossum Hoehne & Schltr.
- Campylocentrum trachycarpum Kraenzl.[2][6][7]